# Tripteroides confusus
Tripteroides confusus är en tvåvingeart som beskrevs av Lee 1946. Tripteroides confusus ingår i släktet Tripteroides och familjen stickmyggor. Inga underarter finns listade i Catalogue of Life.